# Tunelul Øyer
Tunelul Øyer (în norvegiană Øyertunnelen) este un tunel rutier localizat în partea de sud a Norvegiei, în provincia Innlandet. Are o lungime de 3873 metri și este traversat de magistrala europeană E6. Construcția tunelului a fost finalizată în anul 2011 și a fost deschis pentru trafic pe data de 12 decembrie 2012. Conform unor surse oficiale, costurile de construcție s-au ridicat la suma de 1,4 miliarde de coroane, bani acoperiți în mare parte din taxe de drum.